# مارکوس لی
مارکوس لی (زاده ۱۴ سپتامبر ۱۹۹۴) یک بسکتبالیست حرفه ای آمریکایی است. او بسکتبال کالج را برای کنتاکی وایلدکتز بازی کرد.
در ۲۲ ژوئن ۲۰۲۳، لی با تاسمانیا جک جامپرز برای فصل 2023–24 NBL قرارداد امضا کرد.